# L'Albufereta
|  | Aquest article tracta sobre un barri d'Alacant. Vegeu-ne altres significats a «L'Albufereta (desambiguació)». |

L'Albufereta és un dels barris que componen la ciutat d'Alacant. Limita al nord amb la Santa Faç (entitat de població pertanyent al terme municipal d'Alacant); a l'est amb el barri de la Platja de Sant Joan; al sud amb el barri del Cap de l'Horta i el mar Mediterrani; i a l'oest amb el barri de Bonavista. Segons el cens de 2022, compte amb una població de 10.380 habitants.

## Geografia
Aquest barri costaner està recorregut per la platja de l'Albufereta, amb una longitud d'uns 500 metres. A l'est, i molt pròxima a aquesta platja, es troba la platja de l'Almadrava.
El lloc on es troba ara mateix el barri de l'Albufereta era una antiga zona pantanosa que va ser dessecada en 1928. En l'antiguitat, oferia la configuració d'una menuda ria (ubicació d'un antic port romà) progressivament reblida per aportes marins i fluvials.
En el barri de l'Albufereta, sobre un turó de 37 m d'altura, es troba el jaciment arqueològic del Tossal de Manises, antic assentament ibèric i posteriorment romà, sent el lloc de l'antiga Lucèntum.